# Niccolò Albergati
Niccolò Albergati (Bolonya, 1373 – Siena, 9 de maig de 1443) va ser un religiós cartoixà, proclamat cardenal de l'Església Catòlica Romana en 1426 per Martí V. És venerat com a beat per l'Església catòlica.
Niccolò Albergati pertanyia a la família bolonyesa dels Albergati, originària de Zola Predosa. El 1394 va entrar a l'Orde de la Cartoixa i destacà pel suport que donà a la sobirania del papa Martí V després del Gran Cisma d'Occident, i aquest el nomenà bisbe de Bolonya el 1417.

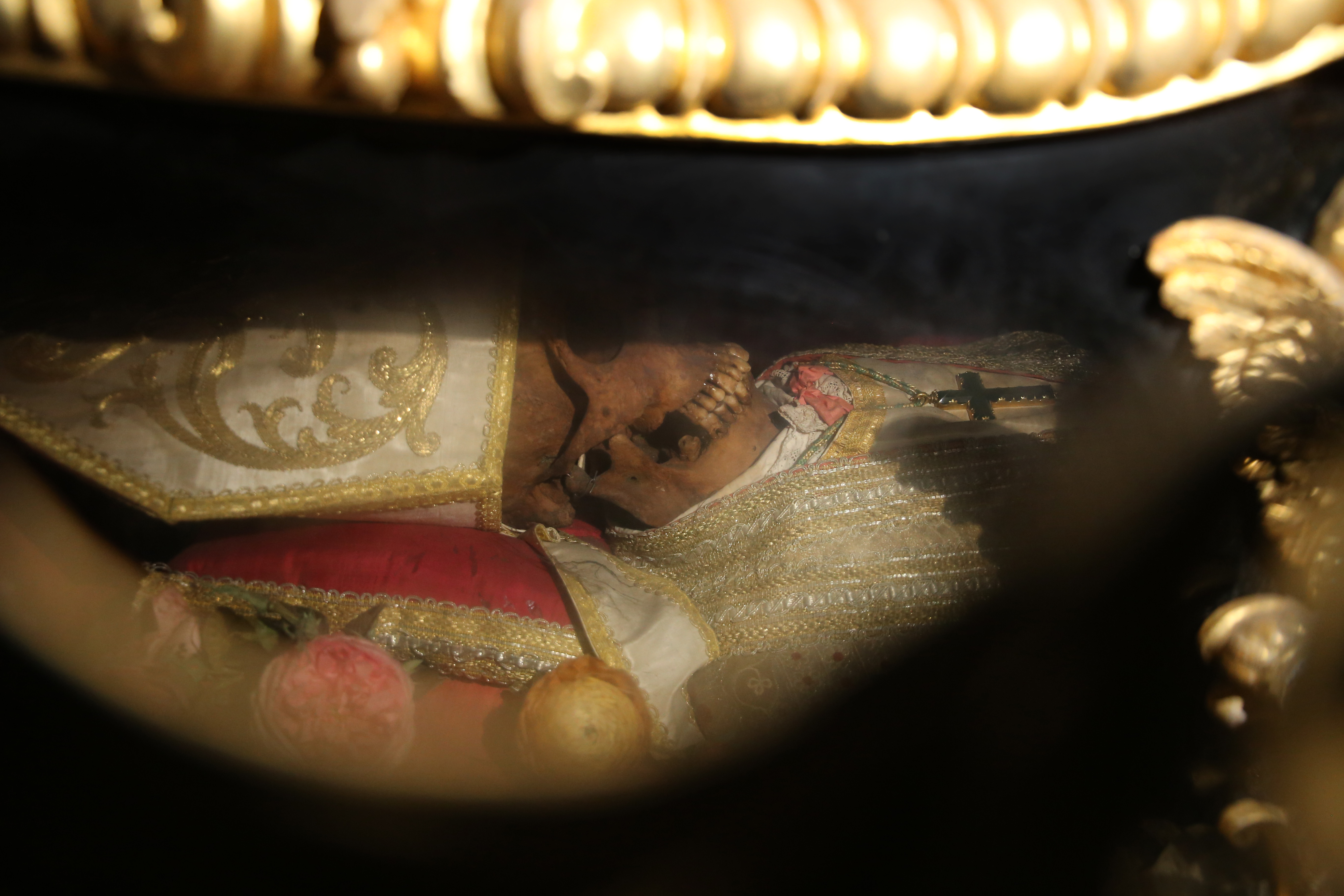
Altar de la Capilla en la Cartoixa de Florència, on reposen les restes del beat.

Va convertir Bolonya en un centre de cultura humanística. En 1422 fou enviat a França per posar pau entre el rei d'aquest país i el d'Anglaterra, sense assolir-ho, però aconseguint la pau entre França i Borgonya. Quatre anys després fou nomenat cardenal amb el títol de cardenal de Santa Croce in Gerusalemme. Va participar en el Concili de Basilea, Ferrara i Florència, obrint les sessions en aquesta ciutat, per reunificar les esglésies catòlica i ortodoxa.
Fou un bon escriptor i entre els erudits del seu cercle hi havia l'humanista Francesco Filelfo i els futurs papes Nicolau V i Pius II. Va morir a Siena en 1443. Benet XIV el beatificà en 1744.